# Yuguchi Eizo
Yuguchi Eizo (4 tháng 7 năm 1945 - 2 tháng 2 năm 2003) là một cầu thủ bóng đá người Nhật Bản.

## Đội tuyển bóng đá quốc gia Nhật Bản
Yuguchi Eizo thi đấu cho đội tuyển bóng đá quốc gia Nhật Bản từ năm 1969 đến 1970.

## Thống kê sự nghiệp
| Đội tuyển bóng đá Nhật Bản | Đội tuyển bóng đá Nhật Bản | Đội tuyển bóng đá Nhật Bản |
| Năm                        | Trận                       | Bàn                        |
| -------------------------- | -------------------------- | -------------------------- |
| 1969                       | 1                          | 0                          |
| 1970                       | 4                          | 1                          |
| Tổng cộng                  | 5                          | 1                          |